# Gulfar
Gulfar é a designação de um antigo concelho de Portugal, com sede na freguesia de Romãs, no actual Município de Sátão. Era constituído pelas freguesias de Decermilo, Romãs, Silvã de Baixo e Vila Longa. Ocupava a zona sudeste do actual município. Tinha, em 1801, 1 176 habitantes. O concelho já existia no século XIII e foi extinto no início do século XIX.